# Kiewa Valley Highway
Der Kiewa Valley Highway ist eine Fernstraße im Nordosten des australischen Bundesstaates Victoria. Er verbindet den Murray Valley Highway in Wodonga mit der Bogong High Plains Road in Mount Beauty und verläuft entlang des Kiewa River.

## Verlauf
Die Straße zweigt in Bandiana, einem östlichen Stadtviertel von Wodonga, vom Murray Valley Highway (B400) nach Süden ab und folgt dem Westufer des Kiewa River flussaufwärts. In Mount Beauty, am Nordrand des Alpine-Nationalparks endet sie.
Ihre Fortsetzung nach Südosten ist die Bogong High Plains Road (C531), eine kleine, kurvige Straße, die zum Wintersportort Falls Creek und weiter zum Omeo Highway (C543) südlich von Glen Valley führt.

## Geschichte
In den 1950er-Jahren wurde der Kiewa Valley Highway asphaltiert und seine Trasse so geändert, dass sie in Mount Beauty endet.

## Wichtige Kreuzungen und Anschlüsse
| Kiewa Valley Highway |                              |                                  |                                                    |
| Anschlüsse Richtung Norden | Entfernung nach Wodonga (km) | Entfernung nach Falls Creek (km) | Anschlüsse Richtung Süden                          |
| Abzweig (im Uhrzeigersinn vom Highway aus) Murray Valley Highway nach Wodonga und Albury Murray Valley Highway nach Tallangatta und Corryong |                              |                                  |                                                    |
| Ende Kiewa Valley Highway | 4                            | 110                              | Beginn Kiewa Valley Highway                        |
| EISENBAHNLINIE NACH CUDGEWA | 4,2                          | 109,8                            | EISENBAHNLINIE NACH CUDGEWA                        |
| Yackandandah, Myrtleford Yackandandah-Wodonga Road                                                                                           | 9                            | 105                              | Yackandandah, Myrtleford Yackandandah-Wodonga Road |
| continues as | 16                           | 98                               | Allans Flat, Yackandandah Allans Flat Road         |
| Allans Flat, Yackandandah Allans Flat Road                                                                                                   | 16                           | 98                               | weiter als                                         |
| weiter als | 19                           | 95                               | Tangambalanga; zur Omeo Kiewa East Road            |
| Tangambalanga; zur Tallangatta Kiewa East Road                                                                                               | 19                           | 95                               | weiter als                                         |
| Kergunyah | 28                           | 86                               | Kergunyah                                          |
| Yackandandah Yackandandah-Myrtleford Road | 46                           | 68                               | Yackandandah Yackandandah-Myrtleford Road          |
| Dederang | 49                           | 65                               | Dederang                                           |
| Myrtleford, Wangaratta Running Creek Road | 58                           | 56                               | Myrtleford Running Creek Road                      |
| Tawonga | 77                           | 37                               | Tawonga                                            |
| Bright, Mount Buffalo Tawonga Gap Road | 80                           | 34                               | Bright, Mount Hotham Tawonga Gap Road              |
| Mount Beauty | 84                           | 30                               | Mount Beauty                                       |
| Beginn Kiewa Valley Highway | 84                           | 30                               | Ende Kiewa Valley Highway                          |
| Kreisverkehr (im Uhrzeigersinn vom Highway aus) Lakeside Avenue Bogong High Plains Road nach Falls Creek                                     |                              |                                  |                                                    |

## Quelle
- Steve Parish: Australian Touring Atlas. Steve Parish Publishing, Archerfield QLD 2007, ISBN 978-1-74193-232-4, S. 49 (englisch).

- Karte mit allen Koordinaten:
- OSM |
- WikiMap